# Richard J. Lipton
Pour les articles homonymes, voir Lipton (homonymie).
Richard J. Lipton, né le 6 septembre 1946, est un chercheur anglo-américain en informatique reconnu notamment pour son travail en algorithmique et en cryptographie. Il a reçu le prix Knuth en 2014.

## Biographie
Richard Lipton a obtenu son PhD en 1973 à l'université Carnegie-Mellon sous la direction de David Parnas. Il a été en poste dans plusieurs universités dont Yale, Berkeley et Princeton, avant de rejoindre le Georgia Institute of Technology.
Il a été le directeur de thèse de Dan Boneh et Avi Wigderson.

## Travaux
Richard Lipton est notamment reconnu pour les travaux suivants.
- Le théorème du séparateur planaire, un résultat publié en 1979 avec Robert Tarjan sur les séparateurs de graphes planaires.
- Le théorème de Karp-Lipton en théorie de la complexité, publié avec Richard Karp.
- Travaux sur la vérification de programmes randomisées, les ordinateurs à ADN et la complexité de communication.

## Distinctions
- Prix Knuth 2014[2]